# Shahied Wagid Hosain
Mohamed Shahied Wagid Hosain (Magenta, 9 januari 1962 - Den Haag, 21 maart 2021), was een Surinaams-Nederlandse zanger en songwriter. Hij trad op in Suriname en Nederland met muziekformaties zoals Mastana, The Indian Diamonds en diverse andere bands binnen de Hindipop-gemeenschap.

## Biografie
Wagid Hosain werd geboren in een muzikale familie in Magenta in Wanica. Op zijn vierde leerde zijn vader hem zijn eerste stappen op de harmonium. In 1977 was hij vijftien jaar oud toen zijn oom Hafeezkhan (Tjatj) de muziekgroep Mastana oprichtte. Shahied werd hierin drummer en bij gelegenheid zong hij ook in de groep. In 1984 – hij woonde inmiddels in Nederland – ging hij met de groep op tournee door Suriname en gaven ze zeven uitverkochte optredens.
Hij zong meestal de openingsnummers en zijn zangtalent viel bij steeds meer mensen op. Midden jaren tachtig besloot hij hier iets mee te doen en vanaf 1986 viel hij in als zanger van The Indian Diamonds op feesten en dansavonden. Om hem voor de groep te behouden, bood Kries Malhoe hem een vaste plaats als zanger aan. The Indian Diamonds kenden sindsdien tot en met 1995 hun glorietijd, aldus Malhoe.
Na een rustperiode van enkele jaren maakte hij in 1999 zijn comeback bij The Indian Diamonds, wat later overging in Diamonds 2000. In 2002 vertrok hij naar de Sound Tronics. Zijn laatste optreden in Suriname was in 2012 tijdens een show in de Anthony Nesty Sporthal. Zijn laatste podiumoptreden in Nederland was op 2 februari 2020 in het Theater De Regentes in Den Haag.
Wagid Hosain was in staat om de stem van de Indiase ster Mohammed Rafi te benaderen en bouwde hier een naam in op. Daarnaast maakte hij uitstappen naar Amerikaanse artiesten als Frank Sinatra en schreef hij ook zelf muziek. Zijn populairste nummers waren Kaise kategi zindagi, Oh my love en Ek bechara. Binnen de Hindoestaanse muziekwereld wordt Wagid Hosain omschreven als "van onschatbare waarde" en in Nederland en Suriname was hij voor velen een idool.
Sinds 2019 onderging hij behandeling voor kanker in zijn neusholte en begin 2021 bracht hij naar buiten dat deze was uitgezaaid. Op 8 maart 2021 liet president Chan Santokhi hem door ambassadeur Rajendre Khargi onderscheiden tot Ridder in de Ere-Orde van de Gele Ster. Zijn vrouw Mavis en zoon Riaz hebben deze op de ambassade in ontvangst genomen en hem bij thuiskomst opgespeld. Twee weken later overleed hij op 59-jarige leeftijd.
Postuum plaatste Sewa 1473 op de dag van zijn overlijden de documentaire met zijn levensverhaal op YouTube.